# Corriente vertical

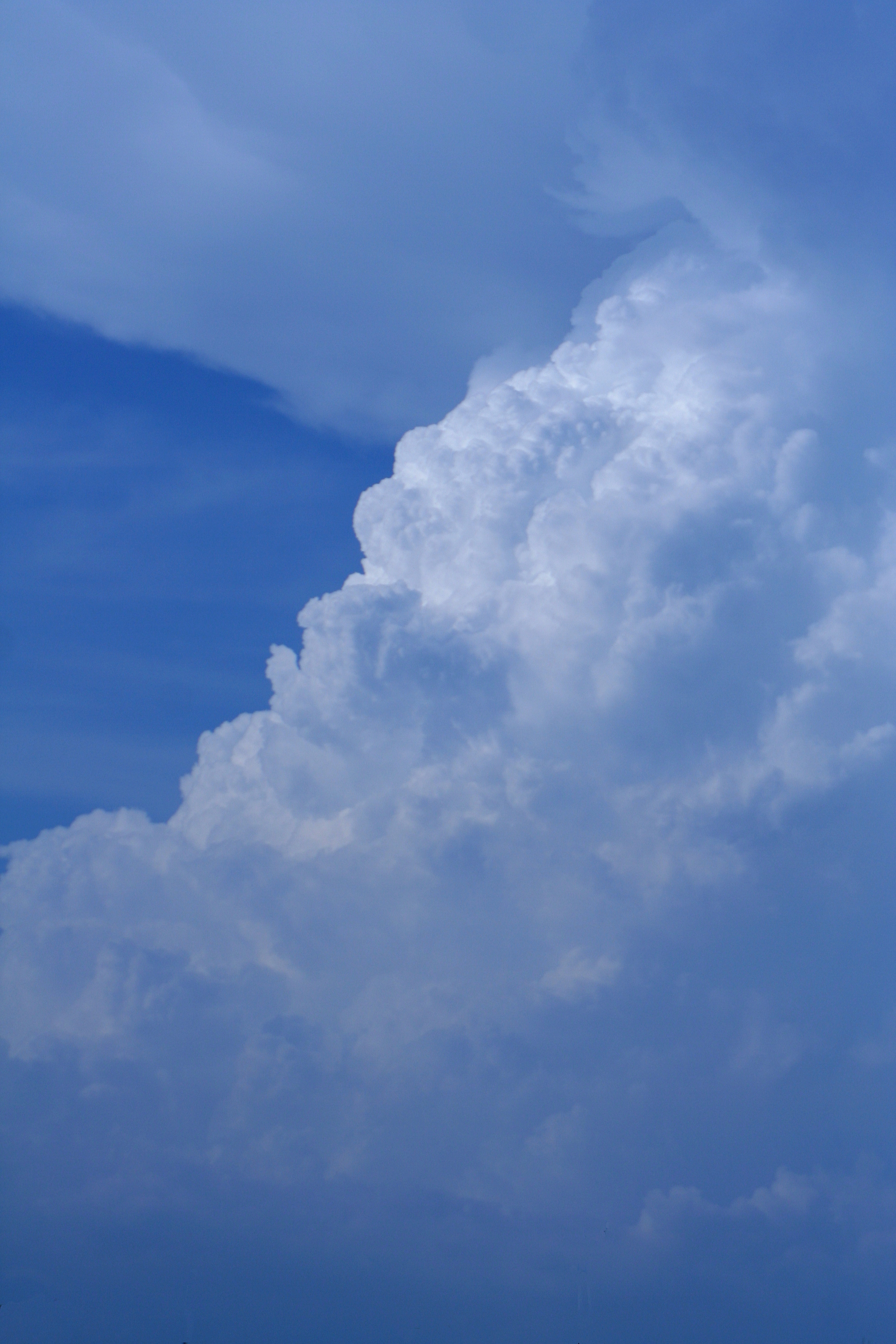
Corriente ascendente cálida y húmeda de una tormenta asociada con un límite frontal que se mueve hacia el sur, tomada desde Texarkana, Texas, mirando hacia el norte.

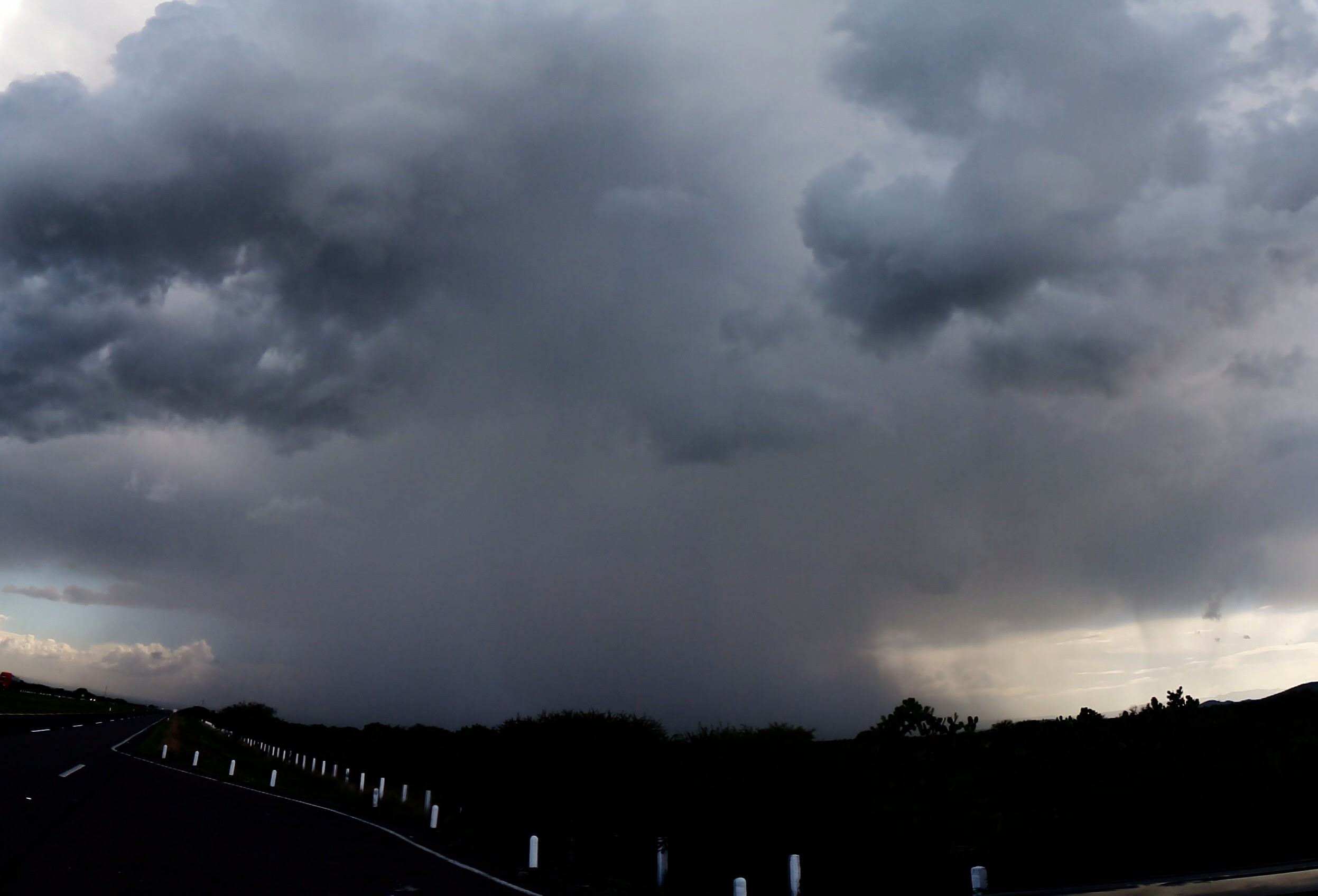
Una corriente descendente asociada a una tormenta con cumulonimbus al fondo.

En meteorología, una corriente de aire vertical se refiere al movimiento ascendente o descendente de masas de aire a micro o mesoescala en la atmósfera (a menudo dentro de una nube), las cuales son influenciadas por factores como la cizalladura del viento y las condiciones termodinámicas. Estas corrientes desempeñan un papel crucial en la organización y el desarrollo de las tormentas convectivas, donde la variación de la cizalladura del viento da lugar a diferentes tipos de estructuras de tormenta.

## Descripción general
Las corrientes verticales, conocidas como corrientes ascendentes y corrientes descendentes, son regiones localizadas de aire cálido o frío que se mueven verticalmente. Una masa de aire cálido suele ser menos densa que la región circundante y, por lo tanto, se elevará hasta alcanzar aire que es más cálido o menos denso que ella misma. Lo contrario ocurrirá con una masa de aire frío, y se conoce como hundimiento. Este movimiento de grandes volúmenes de aire, especialmente cuando se elevan regiones de aire caliente y húmedo, puede crear grandes nubes y es la fuente central de tormentas eléctricas. Las corrientes de aire también pueden concebirse por regiones de baja o alta presión. Una región de baja presión atraerá aire del área circundante, que se moverá hacia el centro y luego ascenderá, creando una corriente ascendente. Una región de alta presión atraerá aire del área circundante, que se moverá hacia el centro y se hundirá, generando una corriente descendente.
Las corrientes ascendentes y descendentes, junto con la cizalladura del viento en general, contribuyen en gran medida a los accidentes aéreos durante el despegue y el aterrizaje en una tormenta. Los casos extremos, conocidos como ráfagas descendentes, pueden ser mortales y difíciles de predecir u observar. El accidente del vuelo 191 de Delta Airlines en su aproximación final antes de aterrizar en el Aeropuerto Internacional de Dallas-Fort Worth en 1985 fue probablemente causado por una microrráfaga y llevó a la Administración Federal de Aviación (FAA) a investigar y desplegar nuevas estaciones de radar de detección de tormentas en algunos de los principales aeropuertos, en particular los del sur, el medio oeste y el noreste de los Estados Unidos, donde la cizalladura del viento afecta la seguridad aérea. Las ráfagas pueden causar grandes daños localizados, similares a los causados por los tornados. El daño por ráfaga se puede diferenciar del de un tornado porque la destrucción resultante es circular y se irradia desde el centro. El daño del tornado se irradia hacia adentro, hacia el centro del daño.
El término tiro descendente también puede referirse a un tipo de tiro de retorno que se produce a través de chimeneas que tienen hogares en los niveles más bajos (como los sótanos) de edificios de varios niveles. Implica que el aire frío desciende por la chimenea debido a la baja presión del aire, dificulta el encendido de incendios y puede empujar el hollín y el monóxido de carbono hacia los domicilios.